# ليز فيليبس
ليز فيليبس (بالإنجليزية: Liz Phillips)‏ هي فنانة صوت ‏ أمريكية، ولدت في 1951 في جيرسي سيتي في الولايات المتحدة، وتوفيت في 2014.